# Igor Wiktorowitsch Lawrow
Igor Wiktorowitsch Lawrow (russisch И́гор Ви́кторович Лавро́в, wiss. Transliteration Igor Viktorovič Lavrov; * 4. Juni 1973 in Stawropol, Sowjetunion) ist ein ehemaliger russischer Handballspieler. Seine Körperlänge beträgt 1,86 m.
Lawrow, der zuletzt für den deutschen Verein HSV Hamburg (Rückennummer 22) spielte und früher für die russische Männer-Handballnationalmannschaft auflief, wurde meist auf der Rückraummitte eingesetzt.
Igor Lawrow begann in seiner Heimatstadt mit dem Handballspiel. Dort wurde er von seinem Vater Wiktor trainiert. Bereits mit 15 Jahren debütierte er in der ersten Mannschaft von Stawropol, die damals in der zweiten sowjetischen Liga spielte. Mit 18 Jahren wechselte er in die erste Liga zum benachbarten GK Kaustik Wolgograd, wo er u. a. mit Oleg Kuleschow zusammenspielte. Nach nur einem Jahr zog er weiter zum Hauptstadtclub ZSKA Moskau, wo er die Nachfolge von Talant Dujshebaev antrat. Mit Moskau gewann er 1994 und 1995 die russische Meisterschaft.
1998 kam Lawrow über Wolfgang Gütschow, den damaligen Manager der russischen Nationalmannschaft, in Kontakt zur deutschen SG Flensburg-Handewitt, die Lawrow unter Vertrag nahm. Mit den Fördestädtern gewann er 1999 den europäischen City-Cup sowie 2000 den DHB-Supercup. Als Lawrow Ende 2001 aber hinter Christian Berge und dem neu verpflichteten Joachim Boldsen nur zur dritten Wahl auf der Spielmacherposition abrutschte, zog er – wiederum auf Initiative von Wolfgang Gütschow – weiter zur SG Wallau/Massenheim. Dort gewann er zwar keine weiteren Titel, stieg aber zum Führungsspieler der „Jungen Wilden“ um Pascal Hens, Dominik Klein oder Gregor Werum auf. Als Wallau/Massenheim allerdings keine Spiellizenz für die Saison 2005/06 erhielt und der Zwangsabstieg in die Regionalliga folgte, ging Lawrow zum HSV Hamburg. Dort kam er zwar hinter Guillaume Gille nur noch sporadisch zum Einsatz, gewann aber 2006 noch einmal den DHB-Pokal sowie 2007 den Europapokal der Pokalsieger. 2007 beendete Lawrow seine Karriere und kehrte in seine russische Heimat zurück.
Igor Lawrow hat 165 Länderspiele für die russische Männer-Handballnationalmannschaft bestritten. Mit der russischen Männer-Handballnationalmannschaft wurde er 1996 Europameister, 1997 Weltmeister sowie 2000 Olympiasieger. Bei der Handball-Weltmeisterschaft der Männer 1999 sowie bei der Handball-Europameisterschaft 2000 gewann er Silber.